# جولدكرونآخر فورست
بَلْدَة جُولِدكرُونَآَخِر فُورِست (بالأَلمانِيَّة: Gemeindefreies Goldkronacher Forst) هي بَلدَة أَلمانِيَّة حُرَّة في مِنطَقَة بَايِرويت التَّابِعة لِمُحافظة فرانكُونيا العُليا في وِلاَية باڤارِيا في جُمهُوريَّة أَلمَانيَا الاِتّحاديّة بمِساحة تُقَدَّر بحَوالَي 18 كم2.

## مَراجع
1. ↑  "معلومات عن جولدكرونآخر فورست على موقع openstreetmap.org". openstreetmap.org. مؤرشف من الأصل في 2017-08-29.